# باده (خرم‌آباد)
باده روستایی از توابع بخش زاغه شهرستان خرم‌آباد در استان لرستان ایران است. این روستا یکی از کهن ترین روستاهای ایران است. این روستا با نام شهید آیت الله مدنی نیز شناخته می شوده.بنا بر اعتقاد مردم محل، واژه ی باده یعنی سرزمین وزش باد و علت نامگذاری این روستا به باده به بادهای شدید به ویژه در هنگام پاییز در این روستا برمی گردد که در منتهی الیه غربی دشت آبستان در محل اتصال به کوهها قرار دارد و مشاهدات تجربی نیز این نکته را تابید می کند. این روستا یکی از کهن ترین روستاهای لرستان با آثار باستانی نامدار است.تپه باستانی باده از تاریخ ایران پیش از اسلام که در تاریخ ۱۶ آبان ۱۳۷۹ با شمارهٔ ثبت ۲۸۲۷ به‌عنوان یکی از آثار ملی ایران به ثبت رسیده است در این روستا قرار دارد. در این روستا مکتب خانه های قدیمی وجود داشته و دبستان رودکی باده که امروزه در مکان آن مسجدی ساخته شده است یکی از قدیمی ترین مدارس سبک جدید روستایی در لرستان و غرب کشور بوده است.‌همچنین در این روستا یکی از کهن ترین و بلندترین چنارهای قطور ایران معروف به چنار باده وجود داشته است که در حیاط دبستان رودکی قرار داشت که در اوایل دهه ۱۳۷۰ شمسی خشک و بریده شد. زیارتگاه پیراحمد آبستانی عارف نیز در این روستا واقع شده بود که تا دهه ۱۳۴۰ از نقاط مختلف لرستان زائر داشته ولی بقعه آن امروزه از بین رفته و از رونق افتاده است. پیرسلیاری( پیرسالیاری) نیز یکی از مکان های مقدس این روستا بوده است.

## جمعیت
این روستا در دهستان زاغه قرار دارد و براساس سرشماری مرکز آمار ایران در سال ۱۳۸۵، جمعیت آن ۵۵۷ نفر (۱۱۳خانوار) بوده‌است.